# Metković, Serbia
Metković este o localitate în Districtul Mačva, Serbia.